# 华蓼
华蓼（学名：Polygonum cathayanum）为蓼科蓼属下的一个种。